# 肯尼思·麥克尼尼
肯尼思·G·麥克尼尼（1935年12月10日—2017年1月17日），是美國的共和黨政治人物，前南达科他州参议院及众议院議員。

## 生平
麥克尼尼於南达科他州拉皮德城出生，長大後為牧場主，也在當地的學校董事會工作。
1987年起，麥克尼尼以共和黨黨籍當選為南达科他州众议院第二十九選區代表議員，其中在1997年－2000年擔任州众议院多數黨黨鞭，直到2001年卸任。其後他在2005年到2009年間當選為州参议院第二十九選區代表議員。